# John Barnes (football)
Pour les articles homonymes, voir John Barnes et Barnes.
John Barnes est un footballeur international anglais, né le 7 novembre 1963 à Kingston en Jamaïque. Évoluant au poste d'ailier à Watford puis au Liverpool Football Club, il est considéré comme l'un des meilleurs joueurs anglais de l'histoire à ce poste. 
En championnat, il inscrit 198 buts en 754 matches sous le maillot de Watford, Liverpool, Newcastle et Charlton, entre 1981 et 1999. Sélectionné à 79 reprises en sélection nationale anglaise, il participe à Coupe du monde 1986, l'Euro 1988 et termine à la 4e de la Coupe du monde en 1990.
Après sa carrière de joueur, John Barnes se reconvertit entraîneur et prend en charge le Celtic Glasgow lors de la saison 1999-2000. Limogé en cours de saison, il ne reprend du service qu'en 2008, en devenant sélectionneur de l'équipe nationale de Jamaïque. La réussite de la sélection jamaïcaine lui permet de signer à Tranmere Rovers, où il est finalement limogé en octobre 2009, cinq mois après son arrivée.

## Biographie

### Carrière de joueur en club

#### Débuts à Watford (1981-1987)
Fils d'un colonel de l'armée Ken Barnes et d'une présentatrice de télévision, Jean, il fait ses études au North Street high school St George's à Kingston en Jamaïque. Il arrive en Angleterre à l'âge de 13 ans et joue au foot dans le petit club de Sudbury Court. Alors qu'il joue dans un parc, il est remarqué par hasard par un scout de Watford. Après quelques essais avec l'équipe réserve de Watford, il est signé par les Hornets le 14 juillet 1981.
Il fait ses débuts avec l'équipe première à 17 ans le 5 septembre 1981 contre Oldham (1-1). Watford est alors en pleine progression puisqu'en six ans seulement le club a réalisé trois accessions, évoluant au début de cette saison 1981-1982 en Championship. 
Au bout de cette saison, Barnes et ses coéquipiers sont promus en First Division après leur place de finaliste en play-offs face à Luton Town. Barnes, sous les ordres de Graham Taylor, malgré son jeune âge s'impose alors déjà comme l'un des joueurs majeurs de l'équipe disputant 44 matches dès sa première saison (dont 36 matches pour 13 buts en Championnat).
La saison suivante, Watford réussit l'exploit de terminer le championnat à la seconde place derrière Liverpool. La saison 1983-1984 est aussi un succès pour les Hornets qui accèdent à la Finale de la FA Cup (perdu 2-0) contre Everton que Barnes disputent dans son intégralité. Très vite, le jeune attaquant tape dans l'œil du sélectionneur Bobby Robson qui lui offre sa première cape le 28 mai 1983 contre l'Irlande du Nord à Belfast lors de l'avant dernière édition du British Home Championship en remplacement de son coéquipier en club, Luther Blissett.
Les résultats de Watford deviennent beaucoup plus ternes jusqu'en 1987 (le club termine systématiquement dans le milieu de tableau de 1984 à 1987) mais Barnes accumule les buts sous le maillot jaune et noir (14 buts de moyenne par saison durant ces années). Lorsqu'il annonce son départ pour Liverpool au cours de l'été 1987, année où son club atteint la demi-finale de la Coupe d'Angleterre, le joueur connu pour sa vitesse et sa technique a marqué 65 buts en 233 apparitions avec les Hornets.

#### Liverpool (1987-1997)
John Barnes est recruté par Liverpool à l'été 1987 pour 900 000 livres sterling. Arrivé avec John Aldridge et Peter Beardsley, ils s'imposent tous trois sur le front de l'attaque des Reds. Barnes fait ses débuts avec l'équipe première le 15 août 1987 lors d'une victoire 2-1 contre Arsenal à Highbury. Il montre rapidement ses qualités et inscrit son premier but pour Liverpool un mois plus tard, le 12 septembre, pour une nouvelle victoire contre Oxford United sur le score 2–0 à domicile.
Pour sa première saison avec le club du nord de l'Angleterre, John Barnes participe à la série de 29 matchs d'invincibilité de l'équipe, qui termine la saison champion d'Angleterre avec seulement deux défaites. En finale de la Coupe d'Angleterre, Liverpool échoue à réaliser le doublé et perd contre Wimbledon à la surprise générale sur le score de 1-0. Après sa première saison jouée pour le Liverpool Football, John Barnes a déjà inscrit 15 buts avec le club. Il obtient finalement le titre de joueur de l'année PFA du Championnat d'Angleterre de football de la saison 1987-1988. C'est la première fois que ce titre prestigieux est décerné à un joueur noir.
La saison suivante, John Barnes et l'équipe de Liverpool prend sa revanche en Coupe d'Angleterre en s'imposant en finale par trois buts à deux contre l'autre club de première division de Liverpool, le rival Everton.
Lors de la saison 1989-1990, il mène son club vers un nouveau titre de champion d'Angleterre. Il marque 22 buts pour le club et est élu meilleur joueur de la saison par la Football Writers' Association.
Au milieu des années 1990, il devient capitaine à la suite du retrait de Ian Rush. Handicapé par des blessures, il perd de sa vitesse et est replacé au milieu de terrain. Le numéro 10 de Liverpool reste cependant un joueur cadre de l'équipe qu'il guide jusqu'en finale de la Coupe d'Angleterre en 1996. Liverpool perd cette finale contre l'autre club rival des Reds, le Manchester United Football Club.

#### Newcastle (1997-1998)
À l'été 1997, Barnes rejoint Newcastle et Kenny Dalglish son ancien coéquipier à Liverpool devenu manager de ce club. La saison est plutôt décevante pour les Magpies qui après avoir terminés second l'année précédente finissent seulement treizièmes. Malgré tout, ils sauvent leur saison en accédant à la finale de la FA Cup (défaite 2-0 contre Arsenal). Arsenal étant Champion, Newcastle et Barnes (qui a joué ici sa cinquième finale de coupe d'Angleterre) gagnent le droit de disputer la Coupe des coupes 1998-1999.

#### Fin de carrière à Charlton (1998-1999)
Malgré 26 apparitions sous le maillot des Magpies de Newcastle, John Barnes, au début de la saison 1998-1999 part pour le club de Charlton promu en Premier League. Barnes y dispute seulement 12 matches et ne peut empêcher son équipe de retourner directement en Championship. À la fin de cette saison et après vingt ans de carrière, il décide de tirer sa révérence au monde professionnel.

### Carrière internationale
Grâce à ses performances sur le front de l'attaque de Watford, le jeune Barnes est remarqué par le sélectionneur anglais Bobby Robson qui fait appel à lui pour la première fois pour un match de British Home Championship à Belfast contre Irlande du Nord le 28 mai 1983. Les Anglais font match nul 0-0 et Barnes remplace son coéquipier de club, Luther Blissett.
Le 10 juin 1984, l'attaquant de Watford lors d'un match amical face au Brésil inscrit un superbe but au Maracanã en dribblant une partie de la défense de la seleção avant de se débarrasser du gardien et de marquer dans le but vide. Les Anglais ajoutent un second but et s'imposent 2 à 0. C'est la première victoire de l'équipe d'Angleterre sur le sol brésilien et Barnes explose alors aux yeux de l'opinion qui attend de son jeune joueur de nouveaux exploits avec l'équipe nationale. Malheureusement pour lui, Barnes n'a que trop rarement brillé avec le maillot blanc aux trois lions. 
Durant ses premières années anglaises, Barnes est régulièrement victime du racisme d'une frange extrémiste du public anglais qui le prennent régulièrement pour cible lui et son coéquipier Mark Chamberlain autre joueur noir de l'équipe. Il est ainsi agressé à son retour du Brésil après ce fameux match de juin 1984 par quelques membres du National Front (N.F.) qui refuse de voir ce joueur de couleur porter le maillot de l'équipe anglaise. Ces nationalistes proclament ainsi que l'Angleterre n'ont remporté la rencontre qu'un à 0 « le but de Barnes ne comptant pas ». En championnat, le joueur d'origine jamaïcaine est régulièrement pris pour cible par ces racistes. On pense notamment à la fameuse scène immortalisée par une photo en février 1988 lors du Merseyside derby face à Everton FC où Barnes reçoit à ses pieds une banane lancée par des spectateurs haineux.
Malgré son talent en club, la carrière de Barnes est apparue décevante pour l'ensemble des amateurs et suiveurs du football, celui-ci n'ayant que trop rarement atteint son niveau de performance en championnat. Les supporters le prennent d'ailleurs rapidement en grippe. Lors d'un match comptant pour les qualifications pour la Coupe du monde 94 à Wembley, l'attaquant de Liverpool est ainsi hué par une partie des spectateurs le 13 février 1993 après une très mauvaise performance contre la faible équipe de Saint-Marin (6-0). Les Anglais, par la suite ratent la phase finale aux États-Unis.
Avant cette grande déception de 1994, l'Anglais a disputé deux phases finales de Coupe du monde en 1986 et 1990 et l'Euro 1988 en Allemagne.
Lors de la Coupe du monde 1986 au Mexique, l'attaquant de Watford ne joue que 16 minutes, n'entrant en jeu qu'à la 74e minute, en remplacement de Trevor Steven lors du fameux quart de finale contre l'Argentine perdu 2-1.
En 1990, en Italie, Barnes a changé de statut puisqu'il participe à cinq des sept matches disputés par son équipe lors de cette compétition. Il ne marque aucun but et sort du onze de départ avant la demi-finale (perdue aux penalties face à la RFA) à cause d'une blessure à l'aine. 
Plutôt brillant en club, il continue d'accumuler les performances moyennes avec la sélection dont il continue pourtant à porter le maillot jusqu'au milieu des années 1990. Barnes dispute finalement son dernier match international face à la Colombie (0-0) le 6 septembre 1995, resté dans les annales grâce au Coup du scorpion réussi par le gardien colombien René Higuita. 
Il compte 79 sélections avec l'Angleterre et inscrivit 11 buts. Joueur noir le plus capé de l'histoire de la sélection anglaise, il est resté dans le Top 10 en nombre de sélections avant d'être dépassé depuis par Gary Neville et David Beckham.

### Carrière d'entraîneur

#### Celtic Glasgow (1999-2000)
Barnes et Kenny Dalglish se retrouvent de nouveau liés à la destinée d'un club, en l'occurrence le Celtic Glasgow où l'Anglais est nommé entraîneur au début de la saison 1999-2000, sous les ordres de l'Écossais devenu directeur sportif. Barnes est inscrit parmi l'effectif des joueurs, même s'il ne dispute cette année aucune rencontre. 
Malgré la deuxième place en fin d'exercice derrière les indéboulonnables Rangers, cette saison 1999-2000 reste une grande déception pour les fans du Celtic qui désavoue le jeu pratiqué par les hommes de l'ancienne idole de Liverpool et voit leur équipe perdre lamentablement en Coupe d'Écosse contre Inverness en février. Barnes est remercié peu après la déconvenue, Dalglish reprenant les rênes de l'équipe jusqu'à son propre limogeage en fin de saison. Le duo, prometteur sur le papier, n'a pas fonctionné.

#### Jamaïque (2008-2009)
Le 17 septembre 2008, il est nommé sélectionneur de l'équipe de football de la Jamaïque en remplacement du Brésilien René Simões, limogé. En décembre 2008, il réussit la performance d'emmener ses joueurs à la victoire dans la Coupe caribéenne des nations 2008 (victoire 2-0 en finale face à Grenade), qualificative pour la Gold Cup 2009 aux États-Unis. 
Conforté par ce succès, il annonce en février 2009 son envie d'entrainer de nouveau un club si une occasion se présente. Malgré un appel de pied à Port Vale en mai 2009, Barnes s'engage le 14 juin 2009 pour Tranmere Rovers Football Club qui évolue en Football League One (troisième division anglaise).

#### Tranmere Rovers (juin 2009 - octobre 2009)
Le 15 juin 2009 Barnes est officiellement nommé manager du club anglais. Son assistant est l'Irlandais Jason McAteer avec lequel il connait un début de championnat désastreux avec seulement trois victoires lors de leurs quatorze premiers matches. Le 9 octobre 2009, l'Anglais est finalement limogé. 
Fin 2010, John Barnes n'a pas trouvé de nouveau poste d'entraîneur.

### Carrière média
John Barnes participe à l'enregistrement de la chanson World in Motion du groupe New Order, hymne de la sélection anglaise à la Coupe du monde 1990. Ce titre voit l'attaquant de Liverpool rapper sur la fin du morceau et reste quelques semaines en tête des charts anglais durant l'année 1990.
Il fait également une courte apparition dans le film Joue-la comme Beckham, sorti en 2002. Barnes est un ami personnel du célèbre rappeur et producteur Dr. Dre.
Un jeu vidéo sorti en 1992 porte son nom : John Barnes European Football.
En janvier 2018 il participe à la 21e saison de l'émission, s'intitulant pour l'occasion Celebrity Big Brother : Year of the Woman.

## Parcours

### Joueur
- 1981-1987 : Watford
- 1987-1997 : Liverpool FC
- 1997-1999 : Newcastle United
- 1998-1999 : Charlton

### Entraîneur
- 1999-2000 : Celtic Glasgow
- octobre 2008-juin 2009 : Jamaïque
- Juin 2009 - Octobre 2009 : Tranmere Rovers

## Palmarès

### En club
- Champion d'Angleterre en 1988 et en 1990 avec Liverpool
- Vainqueur de la Coupe d'Angleterre en 1989 et en 1992 avec Liverpool
- Vainqueur de la League Cup en 1995 avec Liverpool
- Vainqueur du Charity Shield en 1988, en 1989 et en 1990 avec Liverpool
- Finaliste de la Coupe d'Angleterre en 1988 et en 1996 avec Liverpool

### EnÉquipe d'Angleterre
- 79 sélections et 11 buts entre 1983 et 1995
- Participation à la Coupe du Monde en 1986 (1/4 de finaliste) en et en 1990 (4e)
- Participation au Championnat d'Europe des Nations en 1988 (Premier Tour)

### Distinctions individuelles
- Élu meilleur joueur de l'année FWA en 1988 et en 1990 avec Liverpool
- Élu meilleur joueur de l'année PFA en 1988 avec Liverpool
- Membre de l'équipe-type du championnat anglais en 1988, en 1990 et en 1991
- Membre de l'English Football Hall of Fame depuis 2005
- Membre de l'ordre de l'Empire britannique en 1998